# CryEngine
A CryEngine videójáték-motor, melyet a Crytek német játékstúdió fejlesztett. A vállalat összes játékát ez a motor hajtja, kezdve a motor eredeti kiadásán futó Far Crytól. A motort folyamatosan frissítik, hogy támogassa az új konzolokat és hardvereket. A Crytek engedélyezési rendszere alatt számos külsős játékot is a CryEngine hajt meg, így többek között a Sniper: Ghost Warrior 2-t vagy a Snowt. A Ubisoft Dunia Engine néven karban tart egy az eredeti Far Crynál használt CryEngine-verzió erősen módosított, belsős változatát, melyet elsősorban a Far Cry sorozat későbbi játékainál alkalmaztak.

## Verziók

A CryEngine verziójinak fejlesztési történelme

### CryEngine 1
A CryEngine 1 videójáték-motor, melyet először a Far Cry című first-person shooternél használtak. A motort a Crytek eredetileg az Nvidiának fejlesztette technikai demóként, azonban amikor a Crytek meglátta a motorban rejlő lehetőséget egy teljes értékű játékot fejlesztett belőle. A Crytek a pixel és vertex shaderek 3.0-as változatát támogató videókártyák megjelenésével párhuzamosan megjelentette a motor 1.2-es verzióját, ami már kihasználta a jobb grafika opció bizonyos lehetőségeit. Később a cég megjelentette az 1.3-as verziót, ami támogatja a HDR megvilágítást. A motort egy külsős fejlesztőcég, az NCsoft is licencelte az Aion: The Tower of Eternity című MMORPG-jükhöz. A Ubisoft 2006. március 30-án felvásárolta a Far Cry franchise összes szellemi tulajdonát, illetve örök időre szóló licencet váltott a CryEngine Far Cry-kiadásának használatához.

### CryEngine 2
A CryEngine 2-t először a Crytek Crysis című játékában, a motor frissített változatát pedig először a Crysis egyik melléktörténetében, a Crysis Warheadben használták először. 2009 márciusában a Game Developers Conference-en Xbox 360 és PlayStation 3 platformokra bemutatták a CryEngine 2 utódját, a CryEngine 3-at. A CryEngine 2 első külsős licencelője az építészetre és várostervezésre szakosodott francia IMAGTP volt. A vállalat célja az volt a motorral, hogy egy olyan programot hajtsanak meg vele, mellyel az ügyfeleiknek az építkezés megkezdése előtt pontosan be tudják mutatni, hogy hogyan nézne ki az adott épület vagy építmény. 2011. március 7-én a Simpson Studios is licencelte a CryEngine 2-t, hogy a terraformált Marson játszódó nagyon sok szereplős online világot készítsenek el. A Crytek 2007. május 11-én bejelentette, hogy a CryEngine 2 segítségével egy új szellemi tulajdonon alapuló, nem a Crysis sorozat részét képező és még csak nem is first-person shooter játékot készítenek. 2007. szeptember 17-én a Ringling College of Art and Design lett az első olyan felsőoktatási intézmény, mely a CryEngine 2-t oktatási célokra licencelte.

### CryEngine 3
A Crytek 2009. március 11-én bejelentette, hogy a március 25–27. között megrendezésre kerülő Game Developers Conference-en be fogják mutatni a CryEngine 3-at. Az új motort úgy fejlesztették, hogy az Microsoft Windows, PlayStation 3, Xbox 360 és Wii U platformokon is működjön. A motor Windowson támogatja a DirectX 9-es, 10-es és 11-es verzióját is. 2009. június 1-jén bejelentették, hogy a Crysis 2-t a motor új változata fogja meghajtani. A CryEngine 3 2009. október 14-én jelent meg.
2010. március 1-jén az i3D szimpóziumon egy új technikai demót mutattak be, mely demonstrálja a „kaszkád fényterjedési kötetek a valós idejű közvetett megvilágításhoz” elnevezésű technológiát. 2011. június 11-én az Ausztrál Védelmi Erő bejelentette, hogy a haditengerészeit egy a CryEngine 3 szoftverrel meghajtott virtuális helikopter-hordozón fogja kiképezni. 2011. július 1-jén elérhetővé vált a CryEngine Mod SDK elnevezésű verziója, mellyel a Crysis 2-höz lehet egyedi pályákat, modokat és tartalmakat készíteni. A Crytek 2011. augusztus 17-én CryEngine SDK néven egy a CryEngine nemkereskedelmi célokra ingyenesen használható változatát is megjelentetett.
A Crytek 2011. szeptember 9-én bejelentette, hogy meg fogják jelentetni konzolokra a Crysis eredeti verziójának CryEngine 3 motorral hajtott változatát. A játék 2011. október 4-én jelent meg a PlayStation Network és az Xbox Live kínálatában.

### CryEngine
2013. augusztus 21-én a Crytek a CryEngine 3.6.0-s verziójától kezdve egyszerűen „CryEngine” néven hivatkozik a videójáték-motorjára, illetve bejelentette, hogy annak következő változatát nem fogják sorszámmal ellátni. Ennek oka az, hogy az új motor szinte semmi hasonlóságát nem mutat fel a korábbi CryEngine-verziókhoz. Mindezek ellenére az engedélyeseknek elérhető fejlesztői csomagokon továbbra is szerepelnek verziószámok. Az új CryEngine-változat már támogatja a Linux, illetve a PlayStation 4, Xbox One és Wii U platformokat is. A Crytek későbbi eseményeken való szereplései során virtuális valóságon alapuló rendszereken is használták a CryEngine-motort, így például a vállalat 2015-ös Game Developers Conference-sajtótájékoztatója során bemutatott „Back to Dinosaur Island” című bemutatóján is.

## CryEngine-t használó játékok
CryEngine 1
- 2004 – Far Cry (Microsoft Windows) – Crytek Frankfurt
- 2005 – Far Cry Instincts (Xbox) – Ubisoft Montreal
- 2006 – Far Cry Instincts: Evolution (Xbox) – Ubisoft Montreal
- 2006 – Far Cry Instincts: Predator (Xbox 360) – Ubisoft Montreal
- 2006 – Far Cry Vengeance (Wii) – Ubisoft Montreal
- 2008 – Aion: Upheaval (Microsoft Windows) – Aion Team Development Dept

CryEngine 2
- 2007 – Crysis (Microsoft Windows) – Crytek Frankfurt
- 2008 – Crysis Warhead (Microsoft Windows) – Crytek Budapest
- 2008 – Vigilance (Microsoft Windows) – Harrington Group
- 2009 – Blue Mars (Microsoft Windows) – Avatar Reality
- 2009 – Entropia Universe (Microsoft Windows) – MindArk

CryEngine 3
- 2011 – Crysis (PlayStation 3, Xbox 360) – Crytek Frankfurt
- 2011 – Crysis 2 (Microsoft Windows, PlayStation 3, Xbox 360) – Crytek Frankfurt
- 2012 – Cabal 2 (Microsoft Windows) – ESTsoft
- 2012 – Fibble – Flick ’n’ Roll (Android, iOS) – Crytek Frankfurt
- 2012 – Nexuiz (Microsoft Windows, Xbox 360) – IllFonic
- 2013 – ArcheAge (Microsoft Windows) – XL Games
- 2013 – Crysis 3 (Microsoft Windows, PlayStation 3, Xbox 360) – Crytek Frankfurt
- 2013 – MechWarrior Online (Microsoft Windows) – Piranha Games
- 2013 – Monster Hunter Online (Microsoft Windows) – Tencent Holdings
- 2013 – Panzar (Microsoft Windows) – Panzar
- 2013 – Sniper: Ghost Warrior 2 (Microsoft Windows, PlayStation 3, Xbox 360) – City Interactive
- 2013 – State of Decay (Microsoft Windows, Xbox 360, Xbox One) – Undead Labs
- 2013 – Warface (Microsoft Windows, Xbox 360) – Crytek Kiev
- 2014 – Enemy Front (Microsoft Windows, PlayStation 3, Xbox 360) – CI Games
- 2014 – Lichdom: Battlemage (Microsoft Windows) – Xaviant
- 2014 – The Collectables (Android, iOS) – Crytek Frankfurt
- 2014 – Ultraworld (Microsoft Windows) – Neon Serpent
- 2015 – Lex Mortis (Microsoft Windows) – Denis Esie
- 2015 – Rolling Sun (Microsoft Windows) – Merhunes
- 2015 – The Cursed Forest (Microsoft Windows) – KPy3O
- 2015 – The Lost Valley (Microsoft Windows) – AndrewDrumov
- 2015 – Wander (Microsoft Windows) – Wander MMO
- 2015 – War of Rights (Microsoft Windows) – Campfire Games
- 2016 – Rise of Nusantara (Microsoft Windows) – Palm Studio
- 2017 – Traction Wars (Microsoft Windows) – Traction Wars Team
- TBA – ASTA: The War of Tears and Winds (Microsoft Windows) – Polygon Games
- TBA – Civilization Online (Microsoft Windows) – XL Games
- TBA – God Slayer (Microsoft Windows) – Changyou.com
- TBA – Icarus Online (Microsoft Windows) – WeMade Entertainment
- TBA – King of Wushu (Microsoft Windows, PlayStation 4, Xbox One) – Snail Games
- TBA – Legend of Yulong 2 (Microsoft Windows) – Snail Games
- TBA – Ostrov (Microsoft Windows) – Whitefox Studios
- TBA – Project Heart and Soul (Microsoft Windows, PlayStation 4) – Reach Game Studios
- TBA – Project TGO (Microsoft Windows) – OnNet USA
- TBA – Resistance and Liberation (Microsoft Windows) – Resistance and Liberation Development
- TBA – Shadow of the Eternals (Microsoft Windows, Wii U) – Precursor Games
- TBA – Snow (Linux, Microsoft Windows, OS X, PlayStation 4) – Poppermost Productions
- TBA – The Memory of Eldurim (Microsoft Windows) – Liminal Games

CryEngine
- 2013 – Ryse: Son of Rome (Microsoft Windows, Xbox One) – Crytek Frankfurt
- 2014 – Sonic Boom: Rise of Lyric (Wii U) – Big Red Button
- 2015 – Armored Warfare (Microsoft Windows) – Obsidian Entertainment
- 2015 – BattleCry (Microsoft Windows) – BattleCry Studios
- 2015 – Everybody’s Gone to the Rapture (PlayStation 4) – The Chinese Room
- 2015 – Evolve (Microsoft Windows, PlayStation 4, Xbox One) – Turtle Rock Studios
- 2016 – Homefront: The Revolution (Linux, Microsoft Windows, OS X, PlayStation 4, Xbox One) – Deep Silver Dambuster Studios
- 2016 – Kingdom Come: Deliverance (Linux, Microsoft Windows, OS X, PlayStation 4, Xbox One) – Warhorse Studios
- 2016 – Sniper: Ghost Warrior 3 (Microsoft Windows, PlayStation 4, Xbox One) – CI Games
- 2016 – Star Citizen (Linux, Microsoft Windows) – Cloud Imperium Games
- TBA – Arena of Fate (Microsoft Windows, PlayStation 4, Xbox One) – Crytek Black Sea
- TBA – Human Element (Microsoft Windows, PlayStation 4, Xbox One) – Robotoki
- TBA – Hunt: Horrors of the Gilded Age (Microsoft Windows, PlayStation 4, Xbox One) – Crytek Frankfurt
- TBA – Miscreated (Microsoft Windows) – Entrada Interactive
- TBA – Robinsion: The Journey (Microsoft Windows) – Crytek Frankfurt
- TBA – Umbra (Microsoft Windows) – SolarFall Games
- TBA – Windwalkers (Microsoft Windows, PlayStation 4, Xbox One) – Forge Animation